# 758-as busz (Salgótarján)
A salgótarjáni 758-as busz egy körjáratot képez a Helyi Autóbusz-állomás - Kórház - Fáy András körút - Losonci út - Idegér - Szerpentin út - Helyi Autóbusz-állomás útvonalon. Tekinthetjük a 7-es és az 58-as busz betétjáratának. Munkanapokon és szombaton egyszer közlekedik. Menetideje 49 perc. Az útvonalán szóló autóbuszok közlekednek.